# 罗碧鱼
罗碧鱼（学名：Paralaubuca typus）为輻鰭魚綱鲤形目鯝科罗碧鱼属的鱼类。分布於亞洲湄公河、湄南河及馬來半島淡水流域，體長可達18公分，主要棲息在流動緩慢或靜止的河川中上層水域，成群活動，以浮游動物或昆蟲為食，每年5月至7月雨季時為繁殖期，卵孵化後，仔魚隨洪水退回沖至河川，可做為食用魚。